# Sobrašica

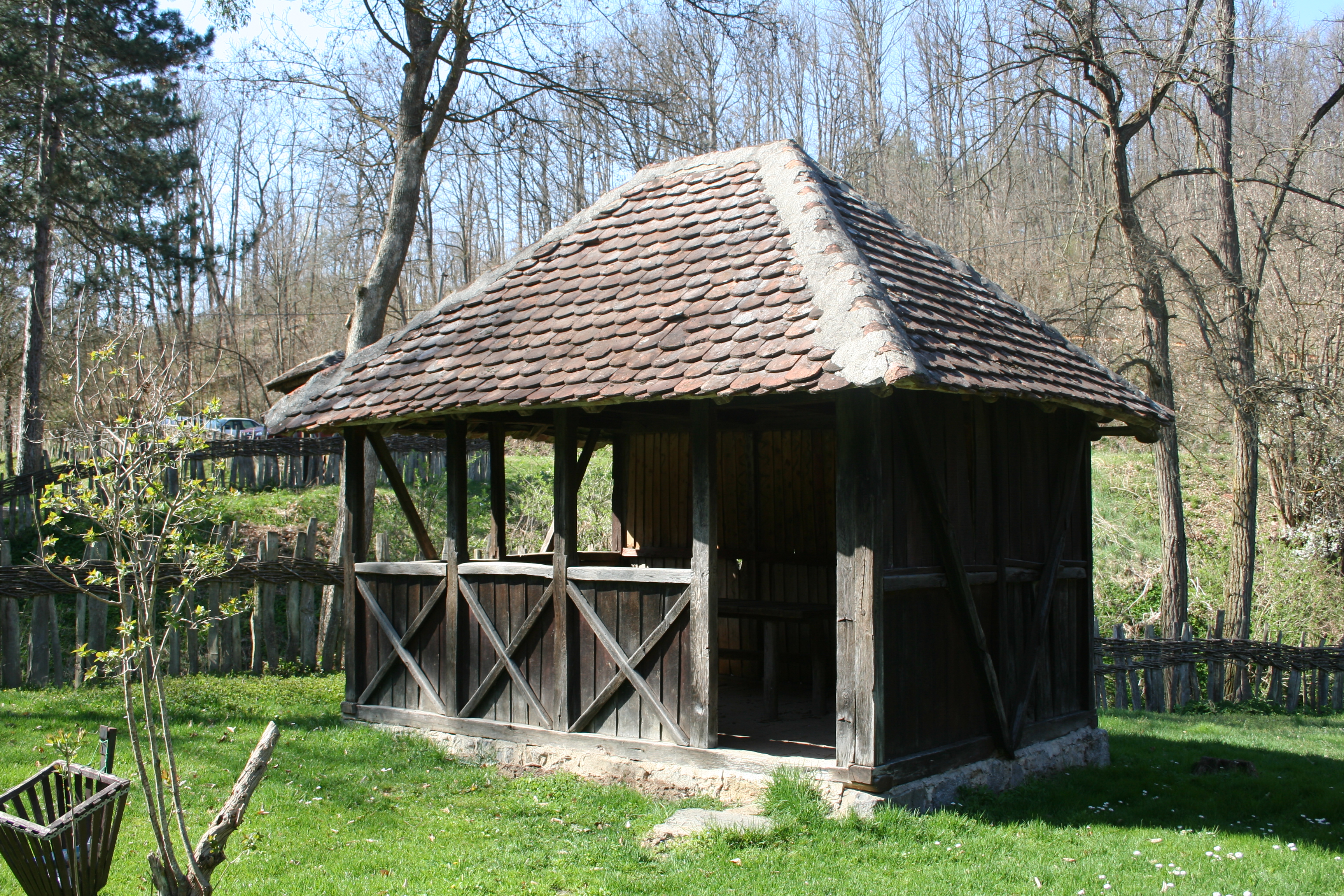
Sobrašica sur le parvis de l'église des Saints-Archanges de Brankovina.

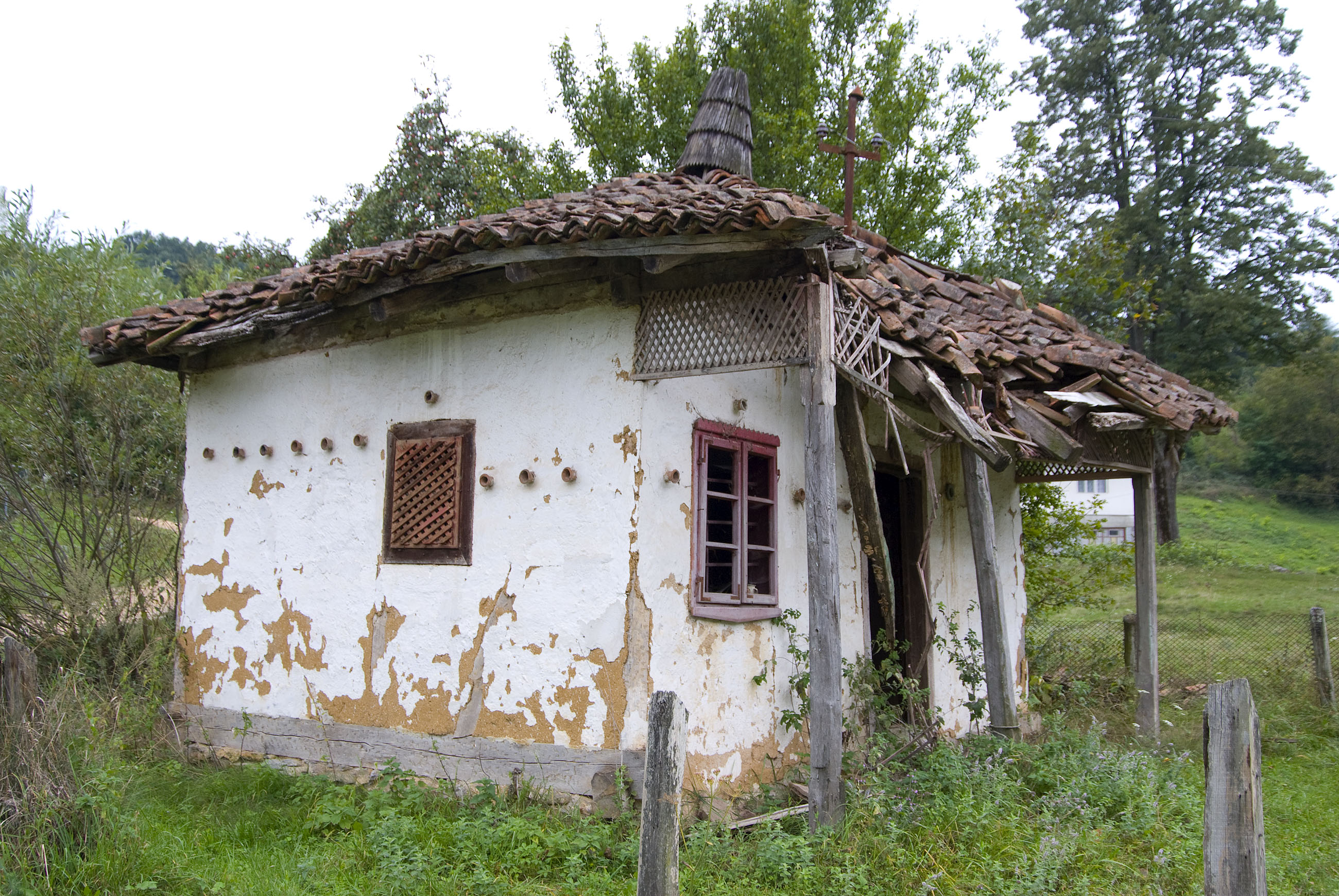
Sobrašica à Brezna

Une sobrašica (en serbe cyrillique : собрашица : ; en serbe latin : sobrašica ; au pluriel : собрашице/sobrašice) est un bâtiment en bois caractéristique de la Serbie du XIXe siècle.

## Présentation
Les sobrašice sont construites à proximité d'une église ou d'un monastère pour y accueillir les fidèles lors des fêtes ou des rassemblements religieux[réf. nécessaire].
Ce sont des bâtiments très simples construits sur une base rectangulaire, avec des fondations en pierres et un toit à quatre pans recouvert de bardeaux ou d'autres matériaux en fonction du climat. Le plus souvent, mais pas toujours, ces constructions sont dépourvues de murs et, alors, quatre piliers soutiennent le toit[réf. nécessaire].

## Protection
Plusieurs sobrašice sont protégées.
- Les sobrašice de Lužnice, près de Kragujevac, constituent l'ensemble le plus important de ce type de constructions réuni dans un même lieu en Serbie ; à ce titre, elles sont inscrites sur la liste des monuments culturels d'importance exceptionnelle de la République de Serbie (identifiant no SK 344)[1],[2].

- Celles de Brankovina sont inscrites sur la liste des sites mémoriels de grande importance de la République de Serbie avec l'ensemble du site, identifiant no ZM 40[3]

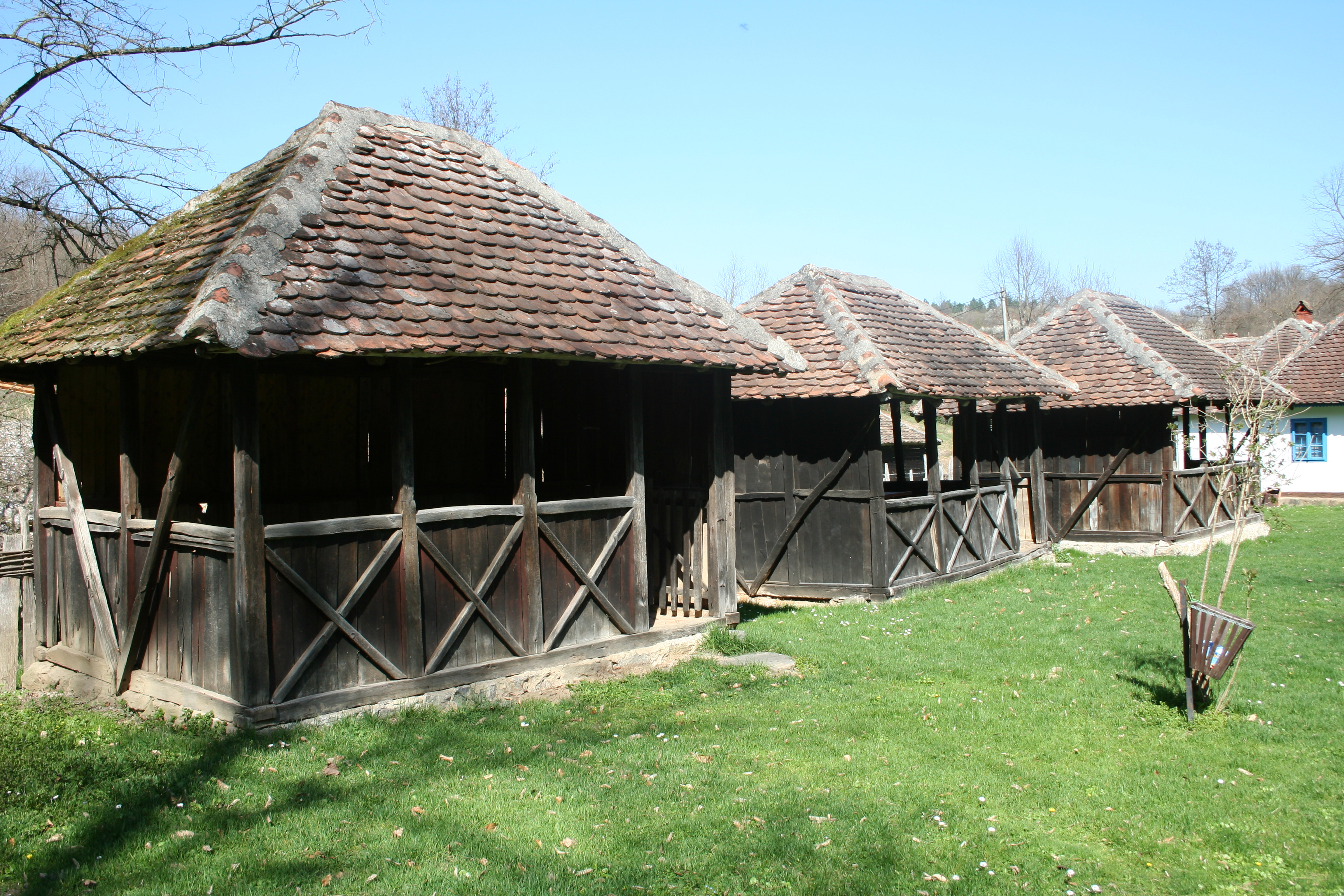
Les sobrašice de Brankovina.

- Celles de l'église en bois de l'Intercession-de-la-Mère-de-Dieu de Donja Jablanica sont également classées (identifiant no SK 201)[4].

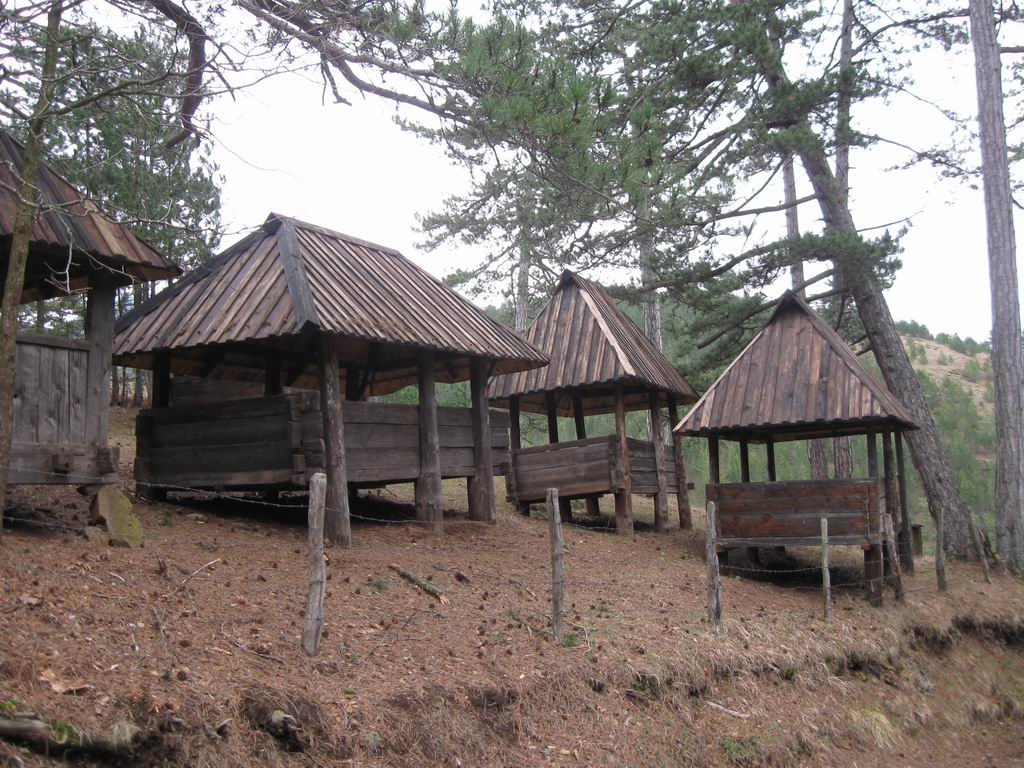
Sobrašice à Donja Jablanica

- Une sobrašica située tout près du monastère de Pinosava est également classée[5].